# Centrale nucléaire de Bilibino
La centrale nucléaire de Bilibino (en russe : Билибинская АЭС, Bilibinskaïa AES) est la centrale nucléaire la plus septentrionale du monde.

## Situation
Cette centrale est située près de la ville de Bilibino dans le district autonome russe de la Tchoukotka (extrême nord-est de la Russie) au confluent des rivières Karalveïem et Bolchoï Keperveïem du bassin de la Kolyma.
Elle est située au nord du cercle polaire arctique, à une distance de 653 km au nord-ouest de la ville d'Anadyr capitale du district. Les journalistes n'ont pas accès au site. Rosatom est le seul organe qui assure la communication du site.

## Description
La centrale de Bilibino se compose de 4 petits réacteurs mixtes du type TF U-graphite (tubes de force U-graphite). Ces réacteurs produisent à la fois de l'énergie thermique et électrique pour 12 MWe chacun. Les 4 tranches ont été mises en service entre 1974 et 1976.
L'exploitant est Rosenergoatom, une entreprise d'état. La centrale est de la génération de celle de Tchernobyl.
La centrale est construite sur le pergélisol (permafrost en anglais), ce qui rend les fondations potentiellement instables, mais le sujet est classé comme confidentiel,.
Elle doit être fermée entre 2021 et 2025 (selon les réacteurs), étant remplacée par Akademik Lomonosov,.